# (+)-檜烯合酶
(+)-檜烯合酶（(+)-sabinene synthase，EC 4.2.3.110、SS）是由系統名稱為“牻牛兒基二磷酸磷酸酶”（geranyl-diphosphate diphosphate-lyase）環化、(+)-檜烯形成的一種酶。這種酶可以通过以下的化学反应進行催化。
香葉基焦磷酸(Geranyl pyrophosphate) {\displaystyle \rightleftharpoons } (+)-檜烯(Sabinene) + 焦磷酸盐
這種酶是從藥用鼠尾草(鼠尾草属)分離出來的。

## 外部連結
- 醫學主題詞表（MeSH）：(+)-sabinene+synthase